# Hugo Jury
Hugo Jury (Mährisch Rothmühl, 13 juli 1887 - Zwettl, 8 mei 1945) was een nationaalsocialistische gouwleider en een SS-Obergruppenführer (luitenant-generaal) tijdens de Tweede Wereldoorlog. Hij was een Oostenrijkse arts en parlementslid voor de NSDAP in de Rijksdag.

## Leven
Op 13 juli 1887 werd Hugo Jury geboren in Mährisch Rothmühl in het Oostenrijks-Hongaarse Rijk. Hij was de zoon van een rooms-katholieke hoofdonderwijzer Hugo Jury (1856–1931) en diens vrouw Julie Jury (1862–1934, geboortenaam Haberhauer). Jury had een broer: Richard Jury (geboren 4 september 1889). Na zijn eindexamen aan het gymnasium, ging Jury van 1905 tot 1911 medicijnen studeren aan de Karl Ferdinand universiteit in Praag. In 1908 diende hij als Einjährig-Freiwilliger Mediziner (vrije vertaling: eenjarige-vrijwilliger medicus) in het Oostenrijks-Hongaars leger. Op 29 november 1908 raakt hij tijdens een ruzie tussen de Duitse nationalistische en Tsjechische nationalistische studenten op de oude stadsboulevard "Am Graben" in Praag door verschillende messteken gewond. Na het oplopen van tuberculose, werd hij ontslagen uit de actieve dienst. 
Na zijn herstel, promoveerde Jury op 31 oktober 1911. In 1912 wist hij een baan als scheepsarts bij de Oostenrijkse Lloyd te krijgen. Hierna trouwde hij op 14 januari 1913 met Karoline Roppert in Wenen. Het echtpaar kreeg een zoon (geboren 9 april 1918) en dochter (geboren 9 januari 1914). Vanaf 15 januari 1913 tot 15 januari 1919 was Jury werkzaam als gemeentelijk arts in Frankenfels. 

### Eerste Wereldoorlog
Tijdens de Eerste Wereldoorlog werd hij opgeroepen om als Landstorm-burgerarts dienst te doen in het militaire hospitaal in Petrinia. Jury was chefarts van drie krijgsgevangenkampen voor officieren in Puchenstuben, Wienerbrück en Mitterbach niet ver van Frankenfels ingezet.
Op 7 juli 1918 werd hij ereburger van Frankenfels voor zijn werk in de gemeenschap en zijn donaties aan de plaatselijke armen. Vanaf 15 januari 1919 werkte jury als specialist op het gebied van tuberculose in Sankt Pölten.  

### Interbellum
Vanaf 1927 tot 1931 was hij werkzaam voor het Heimwehr. Op 15 januari 1931 werd Jury lid van de Nationaalsocialistische Duitse Arbeiderspartij. Hij werd uiteindelijk leider van de NSDAP Ortsgruppe Sankt Pölten. Tijdens de gemeenteraadsverkiezing van 1932 in Sankt Pölten, was Jury fractievoorzitter in gemeenteraad. In 1934 werd hij benoemd tot Kreisleiter voor Opper-Weense Woud. Nadat de Oostenrijkse NSDAP op 19 juni 1933 tijdens het austrofascisme tijdperk werd verboden, bleef hij ondergronds werken voor de NSDAP, waarvoor hij verschillende keren gevangen werd gezet, onder meer in het gevangenkamp Wöllersdorf. Samen met de gouwleider Joseph Leopold was Jury van 8 januari 1934 tot 1935 geïnterneerd. Het tweewekelijkse NSDAP-campagnepamflet Die Braun Front zou soms in zijn Weense appartement zijn geproduceerd. Hij was ook lid van de Duitse nationale club.
Na de Juli-overeenkomst, werd Jury in 1936 benoemd tot plaatsvervangend Landesleiter van de illegale NSDAP, en hield deze functie tot 1938. In 1936 werd hij opnieuw weer gearresteerd, en geïnterneerd in kamp Wöllersdorf, waaruit hij op 30 juli 1936 weer vrijgelaten werd. Op 20 februari 1936 werd gekozen als voorzitter van het comité van Zeven voor de inlijving van Oostenrijk in het Groot-Duitse Rijk. Hitler dwong een regeringsherschikking af in het Akkoord van Berchtesgaden. Op 20 februari 1938 werd Jury door Schuschnigg benoemd tot lid van de Raad van State, en werd hij plaatsvervanger van Arthur Seyss-Inquart bij de Volkspolitieke Afdeling van het Vaderlands Front.
Op 12 maart 1938 werd Jury lid van de Schutzstaffel (SS) en werd ingeschaald in de rang van een SS-Sturmbannführer (majoor). Hij werd toegevoegd aan de SS-Oberabschnitte Donau. Na de Anschluss van Oostenrijk in het Groot-Duitse Rijk, werd hij benoemd tot federaal minister van Sociale Zaken in de korte tijd levende bondsregering van Seyss-Inquart. Op 10 april 1938 werd Jury gekozen als parlementslid voor de NSDAP in de Rijksdag. Vlak hierna volgde op 20 april 1938 zijn bevordering tot SS-Standartenführer (kolonel). Hitler benoemde Jury op 21 mei 1938 tot gouwleider van het Rijksgouw Lage Donau. Zijn plaatsvervanger was Karl Gerland. En drie dagen later werd hij ook benoemd tot Landshoofdman van Neder-Oostenrijk. 
Daarnaast kreeg Hugo Jury tal van andere functies toebedeeld: Rijksarbeidskamer in 1938, en DRK-Generalhauptführer en leider van de Landesstelle XVII van het Duitse Rode Kruis. Op 25 juli 1938 werd Jury bevorderd tot SS-Oberführer, en op 30 januari 1939 tot SS-Brigadeführer (brigadegeneraal). In maart 1939 was hij leider van het partij-verbindingsbureau bij de Protectoraat Bohemen en Moravië. En in september 1939 gevolmachtigde van de Rijksverdedigingscommissaris voor de Lage Donau. 

### Tweede Wereldoorlog
Op 15 maart 1940 werd Jury benoemd tot Rijksstadhouder van Neder-Oostenrijk en woningcommissaris. Hierop volgend werd hij op 9 november 1940 bevorderd tot SS-Gruppenführer (generaal-majoor). En in 1942 werd hijzelf benoemd tot Rijksverdedigingscommissaris en Gevolmachtigde voor de Arbeidsinzet (dwangarbeid) voor het Rijksgouw. Op 16 juni 1943 volgde zijn benoeming tot Reichskommissariat für die Festigung des deutschen Volkstums in zijn eigen gouw. Vanaf 1 januari 1942 was hij geplaatst in de Persönlicher Stab Reichsführer-SS.
Jury was vanaf het begin een voorstander van de nazi-eugenetica. Naast gezinsondersteuning steunde hij ook de vervolging van Joden, Sinti en Roma, asociale mensen en geestelijk of lichamelijk zieken. In elk district werden bases van de Duitse Vereniging voor nazi-eugenetica opgericht.
Jury had bijzonder interesse in het "Germaniseren" van zijn thuisregio Moravië, sommige administratieve districten van Moravië maakten nu deel uit van de Rijksgouw Lage Donau (bijv. Neubistritz, Znojmo, Nikolsburg). Economisch wilde Jury de Lage Donau ontwikkelen tot een modelwijk. De exploitatie van de door Hermann Göring opgerichte vliegtuigfabriek Wiener Neustädter, die soms 20.000 mensen in dienst had, verminderde de werkloosheid en stimuleerde voorlopig de economie. Om aan de grote vraag naar energie van de industrie te voldoen, creëerde de Gouwwerken Lage Donau een uniform elektriciteitsnet en werd de uitbreiding van de olieproductie voortgezet.
Parallel aan de expansie van de industrie werd de landbouw gemoderniseerd en gemechaniseerd. In 1938 zaten veel boerderijen in de schulden, en sommigen werden bedreigd met faillissementen. Onder de druk van de NSDAP moesten de schuldeisers kleine schulden aan de boeren afbetalen, en grote schulden werden op verzoek herschikt tot 51 jaar. Dit maakte de boeren ook afhankelijk van het naziregeringssysteem en maakte hen kwetsbaar voor chantage: nieuwe leningen en verkopen moesten officiële goedgekeurd worden, en bedrijfscontrole kon worden opgelegd. Door de schuldenverlichting vrijgekomen middelen werden door de boeren gebruikt om landbouwmachines te kopen. De snelle ontwikkeling van de industrie trok echter ook arbeiders weg van de landbouw.
In 1941 werd onder het mom van militaire overwinningen al economische plannen gemaakt voor de naoorlogse periode. De Lage Donau zou een bijzondere rol spelen in het kader van de grote continentale economie. Met het Dr Hugo-Jury-Plan, werd een uitgebreide catalogus van maatregelen opgesteld die alle gebieden van het leven en de economie zou doordringen en de Lage Donau in nationaalsocialistische zin zou herontwerpen. In 1942 werd echter als gevolg van het verloop van de oorlog alle naoorlogse planning stopgezet op bevel van de Führer.
Als het potentiële tekort aan arbeidskrachten in de landbouw, en later ook in de industrie, door het uitbreken van de oorlog dreigende proporties aannam, werden kinderen en buitenlandse burgerarbeiders, en later steeds meer dwangarbeiders, ingezet om de economie in stand te houden. In 1941 waren er al 88.500 buitenlandse arbeiders geregistreerd in het arbeidsbureaudistrict Lage Donau-Wenen. En in 1943 bedroeg het aandeel dwangarbeiders in sommige industriële bedrijven meer dan 70% van het personeelsbestand. Uiteindelijk werden ook concentratiekampgevangenen ingezet om het gebrek aan arbeiders, met name in de wapenindustrie, te compenseren. Voor dit doel werden nevenkampen van het concentratiekamp Mauthausen opgezet in Melk, Wiener Neustadt, Wiener Neudorf, Hinterbrühl, Hirtenberg, Schwechat, Amstetten, St. Valentin en St. Aegyd.
Tegen het einde van de oorlog, toen Wenen in handen van het Rode Leger dreigde te vallen, trokken de gouwleiding van de NSDAP en het Rijksstadshoudersbureau naar het westen en arriveerden op 3 april in Krems.
In de nacht van 8 mei 1945 pleegde Hugo Jury zelfmoord in een huis aan de Gerungserstrasse in Zwettl.
De rol van Jury in het Bloedbad van Stein is nooit definitief opgehelderd. In ieder geval is bewezen dat een van de hoofddaders, de SA-Standartenführer en Kreisstabsführer van de Volkssturm voor het district Krems, Leo Pilz, die later hiervoor ter dood werd veroordeeld. Vanaf maart 1945 stond Pilz "voor speciaal gebruik" ter beschikking gesteld aan de gouwleider Jury. Pilz verklaarde later voor het Volksgericht dat Jury hem op 6 april 1945 bevolen had de vermeende gevangenenopstand neer te slaan. De voormalige procureur-generaal Johann Karl Stich getuigde voor de rechtbank dat de Jury het bevel had gegeven tot het doodschieten van de 44 gevangenen op 15 april 1945. Dit kon weliswaar evengoed een bewering van Stich zijn om zichzelf te rechtvaardigen, maar de rechtbank ging tijdens het proces tegen Stich van een verantwoordelijkheid van Jury uit.
Op 7 december 1948 werd in een proces van het volksrechtbank tegen de afwezige en beschuldigde Jury gehouden in overeenstemming met sectie 24 van het Volksgerichtsverfahrens- und Vermögensverfallgesetz 1947. Dit vanwege zijn illegale NSDAP-lidmaatschap en deelname aan de machtsovername door de NSDAP in Oostenrijk, in waarop een besluit is genomen over de instorting van onroerend goed.
Volgens een verklaring van Gottfried von Einem zou de Jury een affaire hebben gehad met Elisabeth Schwarzkopf.

## Carrière
Jury bekleedde verschillende rangen in zowel de Oostenrijks-Hongaars leger als Allgemeine-SS. De volgende tabel laat zien dat de bevorderingen niet synchroon liepen.
| Datums           | Oostenrijks-Hongaars leger       | NSDAP                                              | Allgemeine-SS        | Bondsregering  | Duitse Rode Kruis      |
| ---------------- | -------------------------------- | -------------------------------------------------- | -------------------- | -------------- | ---------------------- |
| 1908             | Einjährig-Freiwilliger-Mediziner | —                                                  | —                    | —              | —                      |
| 1931             | —                                | Ortsgruppenleiter der NSDAP                        | —                    | —              | —                      |
| 1933             | —                                | Bezirksleiter der NSDAP                            | —                    | —              | —                      |
| 1934             | —                                | Kreisleiter der NSDAP                              | —                    | —              | —                      |
| 1936             | —                                | Landesleiterstellvertreter der NSDAP               | —                    | —              | —                      |
| Herfst 1936      | —                                | Stellvertretender Landesleiter der illegalen NSDAP | —                    | —              | —                      |
| 26 februari 1938 | —                                | —                                                  | —                    | Staatsrat      | —                      |
| 12 maart 1938    | —                                | —                                                  | SS-Mann              | —              | —                      |
| 12 maart 1938    | —                                | —                                                  | SS-Sturmbannführer   | —              | —                      |
| 13 maart 1938    | —                                | —                                                  | —                    | Bundesminister | —                      |
| 20 april 1938    | —                                | —                                                  | SS-Standartenführer  | —              | —                      |
| 21 mei 1938      | —                                | Gauleiter der NSDAP                                | —                    | —              | —                      |
| 28 mei 1938      | —                                | —                                                  | —                    | —              | DRK-Generalhauptführer |
| 25 juli 1938     | —                                | —                                                  | SS-Oberführer        | —              | —                      |
| 30 januari 1939  | —                                | —                                                  | SS-Brigadeführer     | —              | —                      |
| 9 november 1940  | —                                | —                                                  | SS-Gruppenführer     | —              | —                      |
| 21 juni 1943     | —                                | —                                                  | SS-Obergruppenführer | —              | —                      |

## Lidmaatschapsnummers
- NSDAP-nr.: 410 338[25] (lid geworden 15 februari 1931[7][23])
- SS-nr.: 292 777[25] (lid geworden 12 maart 1938[7][23])

## Onderscheidingen
Selectie:
- Gouden Ereteken van de NSDAP[25][7] op 30 januari 1939[6][1][26]
- Ehrendegen des Reichsführers-SS[25][7] op 1 december 1938[1][26]
- SS-Ehrenring[25][7] op 24 augustus 1939[1][26]
- Bloedorde in 1939[6][1][26]
- Gouden Ereteken van de Hitlerjeugd met Eikenloof op 2 juli 1941[6][7][1][26]
- Ereteken voor Duitse Volkshulp, 1e Klasse[6][1] op 20 april 1939[26]